# کربونیم
یون کربونیم (به انگلیسی: Carbonium ion) هر کاتیون کربن است که دارای پنج پیوند کووالانسی باشد. نام کربونیم می‌تواند به صورت مخصوص برای یون متانیوم (+
5CH) نیز استفاده شود.